# Parque nacional Tapo-Caparo
Parque nacional Tapo-Caparo es un espacio protegido con el estatus de  parque nacional de Venezuela, que abarca una superficie estimada en 2.050 kilómetros cuadrados y se localiza administrativamente entre los estados de Barinas, Mérida y Táchira, al occidente del territorio venezolano. Fue decretado parque nacional el 14 de enero de 1992 en el gobierno del entonces presidente Carlos Andrés Pérez. Posee una diversidad de bosques, helechos y musgos, líquenes, hongos, fauna que incluye jaguares, tucanes, boas y numerosas quebradas y ríos, se creó con la finalidad de proteger la naturaleza cerca de una represa llamada complejo hidroeléctrico Uribante-Caparo.